# Lista najwyższych budynków w Madrycie

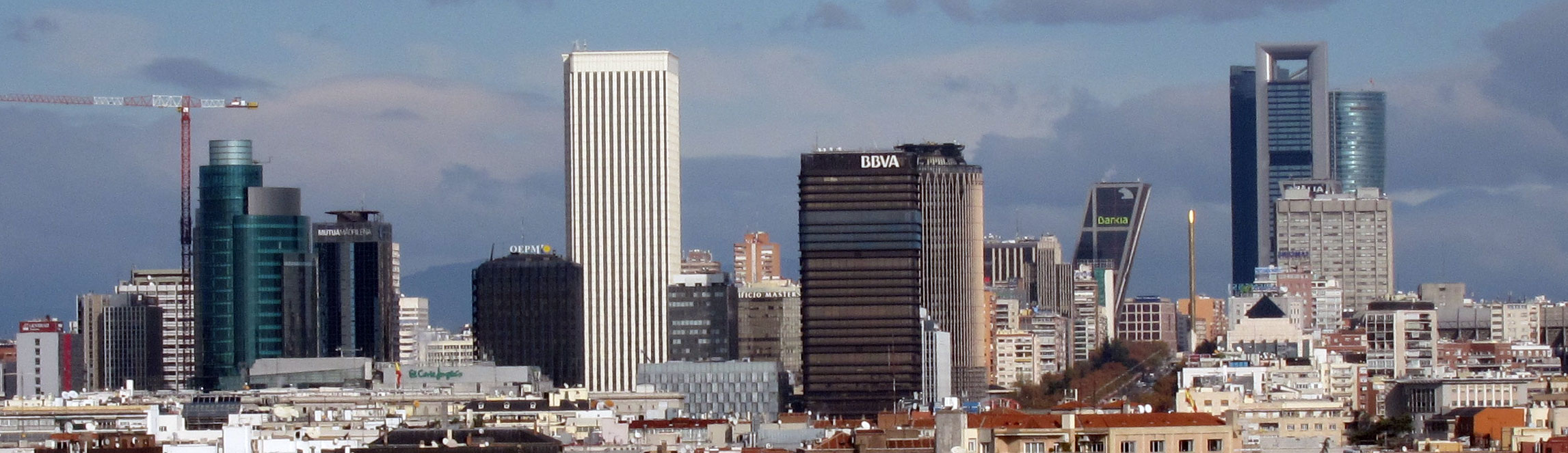
Dzielnice biznesowe CTBA i AZCA

Madryt jest największym miastem Hiszpanii, a także miejscem, w którym stoją 4 spośród 20 najwyższych wieżowców w Europie. 
Ogólnie w całym mieście ponad 150 metrów wysokości ma obecnie 5 budynków, ponad 100 metrów wyrasta około 14 budowli.
Większość wieżowców znajduje się w dzielnicach biznesowych AZCA i CTBA.

## Najwyższe budynki
| Miejsce | Nazwa                                     | Grafika | Wysokość (m.) | Piętra | Rok  |
| ------- | ----------------------------------------- | ------- | ------------- | ------ | ---- |
| 1.      | Torre Caja Madrid                         |         | 250           | 42     | 2008 |
| 2.      | Torre de Cristal                          |         | 249           | 45     | 2009 |
| 3.      | Torre PwC                                 |         | 236           | 58     | 2008 |
| 4.      | Torre Espacio                             |         | 230           | 56     | 2008 |
| 5.      | Torre Picasso                             |         | 157           | 43     | 1988 |
| 6.      | Torre Madrid                              |         | 142           | 37     | 1957 |
| 7.      | Torre Europa                              |         | 121           | 30     | 1985 |
| 8.      | Edificio España                           |         | 117           | 25     | 1953 |
| 9.      | Torres de Colón                           |         | 116           | 23     | 1976 |
| 10.     | Puerta de Europa I                        |         | 114           | 26     | 1996 |
| 11.     | Puerta de Europa II                       |         | 114           | 26     | 1996 |
| 12.     | Torre del Banco de Bilbao                 |         | 108           | 31     | 1981 |
| 13.     | Torre Titania                             |         | 103           | 21     | 2011 |
| 14.     | Ministerio de Comercio                    |         | 100           | 25     | 1979 |
| 15.     | Torre Castilla                            |         | 98            | 24     | 1981 |
| 16.     | Torre de Valencia                         |         | 94            | 30     | 1973 |
| 17.     | La Vela                                   | l       | 93            | 21     | 2015 |
| 18.     | Hospital Central de la Defensa Gómez Ulla |         | 89            | 22     | 1972 |
| 19.     | Telefónica Building                       |         | 89            | 14     | 1929 |

## Zniszczone budynki
| Miejsce | Nazwa         | Grafika | Wysokość (m.) | Piętra | Rok  |
| ------- | ------------- | ------- | ------------- | ------ | ---- |
| 1.      | Torre Windsor |         | 106           | 32     | 1979 |